# 히메고토
《히메고토》(일본어: ひめゴト)는 츠쿠다니 노리오에 의해 만들어진 일본의 오토코노코계 러브 코미디 네 컷 만화 작품이다. 이치진샤의 《와아이!》 vol.7부터 연재를 개시했다. 그 후, 호평을 받아 《와아이! Mahalo》와 《월간 코믹 REX》에도 연재하게 되어 《월간 코믹 REX》에서는 2013년 12월호부터 연재를 개시했다. 《와아이!》에서는 네 컷 만화, 《와아이! Mahalo》는 무대와 등장인물을 바꾼 스핀아웃의 네 컷 만화 《히메고토+》, 《월간 코믹 REX》는 스토리 만화라는 차이가 있다. 덧붙여 《와아이!》 연재분은 잡지의 휴간에 따라 vol.16으로 종료었다. 《월간 코믹 REX》 2014년 8월호 증간 《Febri》 Vol.23 에서도 연재가 시작되었다.
《월간 코믹 REX》, 《Febri》 2015년 8월호 게재분으로 일단 완결되었지만, 2017년 12월 31일에 개최된 코믹마켓 93에서 츠쿠다니의 서클 "노리오오이루!"로부터 사실상의 속편이 되는 동인지 《히메고토 조금 더!》가 배포되었다.

## 스토리
빚의 추심을 당하는 시모시마 고교 2학년 아리카와 히메. 어떤 이유로 여장을 당하고 도망치고 있는 위기 상황 속에서, 같은 학교의 학생회 임원 3명의 도움을 받는다.구출 후, 3명에게 '미소녀'라고 인정되어 학생회에 권유받는 것도 남자인 것이 발각. 그래도 그를 가입시키고 싶은 3명은 그에게 거래를 제의한다. 그 내용은 빚을 대신 갚는 조건으로 고교생활을 여장하고 지내는 것, 그리고 학생회의 개가 되는 것이었다.

## 등장인물
걸어다니는 18금, 알베르티나 2세, 타도코로, 1호, 히로의 6명은 단행본 제5권의 권말에서의 프로필에서 풀네임(본명)이 밝혀졌다.
아키카와 히메
성우 - 쿠와하라 유우키
생일: 7월 24일 / 연령: 17세 / 신장: 158cm / 체중: 45kg / 혈액형: A형
좋아하는 음식: 고기 / 싫어하는 음식: 잡초, 골판지 / 특기: 가사 / 취미: 목욕 곰팡이 잡기 / 가족 구성: 아버지, 어머니, 동생
본작의 주인공. 시모시마 고등학교 2학년. 해외 여행을 좋아하는 부모님이 전세계에서 만든 빚을 짊어지고 있었다. 본인의 의사와는 반대로 여성스럽고, 여장이 잘 어울린다.
시모시나 토야/걸어다니는 18금
성우 - 마텐로 유카
생일: 4월 12일 / 연령: 18세 / 신장: 160cm / 체중: 47kg / 혈액형: B형
좋아하는 음식: 초콜릿 / 싫어하는 음식: 피클 / 특기: 노래 / 취미: 동영상 수집 / 가족 구성: 아버지, 어머니
시모시마 고등학교 3학년. 학생회의 부회장. 자타 모두 인정하는 파럼치로, 걸어다니는 18금이라고 불리고 있다. 시모시마 고등학교 이사장의 한 딸.
이쥬인 사다코/응코
성우 - 오노 사키
생일: 6월 26일 / 연령: 18세 / 신장: 152cm / 체중: 40kg / 혈액형: O형
좋아하는 음식: 무엇이든 좋아! / 싫어하는 음식: 없음!
시모시마 고등학교 3학년. 학생회의 회장으로, 건강발랄한 성격. 이름의 '응코'는 본명으로, 본래의 읽는 방법은 '사다코'가 맞지만, 그 익는 방법을 싫어하는 본인은 '응코'로 통하고 있다.
아베 치나/알베르티나 2세
성우 - 토죠 히사코
생일: 12월 21일 / 연령: 18세 / 신장: 155cm / 체중: 41kg / 혈액형: AB형
좋아하는 음식: 계란 / 싫어하는 음식: 버섯 / 특기: 그림 그리기 / 취미: 봉제 인형 만들기 / 가족 구성: 아버지, 어머니, 할머니, 누나
시모시마 고등학교 3학년. 학생회의 서기. 언뜻 보면 아가씨 같지만, 성격은 신랄하고 독설, 화가 나면 흉포해진다. 잘나가는 만화가이기도 하고, 히메를 모델로 한 '마법소년 히메키스'를 그리고 있으며 작중에서는 애니메이션화도 하고 있다.
타도코로 유마
성우 - 에구치 타쿠야
생일: 8월 6일 / 연령: 17세 / 신장: 180cm / 체중: 67kg / 혈액형: O형
좋아하는 음식: 카레 / 싫어하는 음식: 오이 / 특기: 여자를 설득하는 일 / 취미: 게임 / 가족 구성: 아버지, 어머니, 누나
히메의 악우. 까칠한 성격의 미남. 히메와 사이가 좋다. 점차 히메의 포로가 되어가다.
아리카와 카구야
성우 - 아카사키 치나츠
생일: 9월 10일 /연령: 16세 / 신장: 152cm / 체중: 39kg / 혈액형: B형
좋아하는 음식: 돈까스 / 싫어하는 음식: 샐러리 / 특기: 댄스 / 취미: 쇼핑 / 가족 구성: 아버지, 어머니, 오빠
《히메고토+》의 주인공. 히메의 남동생으로 시모시마 고등학교 1학년. 형과는 정반대로 모두가 토닥토닥 해준다는 이유로, 평소 즐겨 여장을 하고 있으며, 성격은 비정하게 제멋대로이다. 히메를 너무 좋아하는 나머지, 18금을 적대시하고 있다. 어린 시절은 이기적이고 부정적인 성격이어서 선생님이 여장을 그만두라고 해도 전혀 들어주지 않았다. 공부는 모두 부하에게 맡기고, 1호가 말하기를 '성적은 최악'이라고 한다.
이치고 이치고/1호
성우 - 츠다 미나미
생일: 5월 8일 / 연령: 16세 / 신장: 163cm / 체중: 49kg / 혈액형: AB형
좋아하는 음식: 탄탄면 / 싫어하는 음식: 단팥 / 특기: 뜨개질 / 취미: 무대 감상 /가족 구성 : 아버지, 어머니, 조부모, 오빠
카구야를 항상 걱정하고 있는(좋아하는) 동급생. 남성처럼 보이지만 실은 여성(이른바 남장의 여인)이며, 거유미소녀.
오다 미츠나가
성우 - 사쿠라 아야네
생일: 10월 29일 / 연령: 18세 / 신장: 150cm / 체중: 37kg / 혈액형: A형
좋아하는 음식: 엄마의 손리 / 싫어하는 음식: 고야 / 특기: 옷 만들기 / 취미: 예쁜옷이나 소품 모음 / 가족 구성: 아버지, 어머니, 조부모
풍기 위원장.풍기위원으로서 의욕이 넘치는 오토코노코. 히로가 말하기를 '츤데레'. 흔히 히로와 부실에서 꽁냥거리고 있고, 그 때문에 풍기위원이 자신들 둘만이 되어버렸지만, 그것은 전혀 자각하지 못하고, 원인 불명이라고 우기고 있다. 여장을 하고 있는 이유는, 오다 가문의 관습.
토요토미 히로
성우 - 타도코로 아즈사
생일: 2월22일 / 연령: 18세 / 신장: 165cm / 체중: 51kg / 혈액형: AB형
좋아하는 음식: 말차 / 싫어하는 음식: 토마토 / 특기: 요리 / 취미 : 앨범 만들기 / 가족 구성 : 아버지, 어머니, 조부모
미츠나가의 메이드. 그 역시 사실 오토코노코이며 가슴에는 패드를 차고 있다. 미츠나가를 '미츠나가 님'이라고 부르며 돌보고 있다.

## 서지 정보
- 츠쿠다니 노리오 《히메고토》 이치진샤 〈와아이! 코믹스〉(2권 이후는 REX 코믹스), 전 6권[7]

1. 2013년 2월 19일 발매 ISBN 978-4-7580-1308-6
2. 2014년 4월 19일 발매 ISBN 978-4-7580-1368-0
3. 2014년 7월 19일 발매 ISBN 978-4-7580-1387-1
4. 2014년 11월 27일 발매 드라마 CD 첨부 특장판 ISBN 978-4-7580-1416-8, 통상판 ISBN 978-4-7580-1415-1
5. 2015년 5월 5일 발매 ISBN 978-4-7580-1435-9
6. 2015년 7월 27일 발매 ISBN 978-4758014496

## TV 애니메이션
2014년 7월부터 9월까지 BS11에서 5분 프레임의 쇼트 애니메이션으로 방송되었다. 또한, 니코니코 동화 등에도 스트리밍되었다.

### 스태프
- 원작 - 츠쿠다니 노리오
- 감독 - 야나세 타케유키
- 시리즈 구성 - 효도 카즈호
- 캐릭터 디자인 - 사쿠라이 마사아키
- 미술 감독 - 나가요시 코우키, 반도 히로미
- 미술 설정 - 사토 마사히로
- 색채 설계 - 우에무라 슈지
- 촬영 감독 - 후지사카 메구미
- 편집 - 사이토 아카리
- 음향 감독 - 코이즈미 키스케
- 음악 - 코즈 히로유키
- 애니메이션 제작 - 아사히 프로덕션
- 제작 - 히메고토 제작위원회

### 주제가
오프닝 테마 〈Trouble Maker〉
작사 - 미즈코 겐키 / 작곡 - 무츠키 슈헤이 / 노래 - 아미마이미마인(쿠와하라 유우키, 마텐로 유카, 오노 사키, 토죠 히사코)
엔딩 테마 〈Make Up!〉
작사 - 미즈코 겐키 / 작곡 - 무츠키 슈헤이 / 노래 - 아미마이미마인(쿠와하라 유우키, 마텐로 유카, 오노 사키, 토죠 히사코)

### 방영 목록
| 화수 | 제목                              | 연출              | 작화 감독                                                                     |
| ---- | --------------------------------- | ----------------- | ----------------------------------------------------------------------------- |
| #01  | 女として負けた気がする            | 야나세 타케유키   | 사쿠라이 마사아키                                                             |
| #02  | 今のお前ならイける                | 야나세 타케유키   | 토쿠다 히로타카                                                               |
| #03  | かわいいな、くそ……                | 야나세 타케유키   | 카토 마사토                                                                   |
| #04  | ナニその設定                      | 오오츠카 타카히로 | 시마자키 카츠미 하시모토 코헤이                                               |
| #05  | ギリギリのものをはいてもらいたい! | 야나세 타케유키   | 모리시타 쇼고                                                                 |
| #06  | ローアングル大丈夫ですか?         | 야나세 타케유키   | 사이토 카즈야 야나세 타케유키 시마자키 카츠미 사쿠라이 마사아키 우에노 타쿠시 |
| #07  | おっぱい丸出しだけどいいの?       | 야나세 타케유키   | 우에노 타쿠시                                                                 |
| #08  | はじめてだから優しくしてください  | 야나세 타케유키   | 노리미 소노미                                                                 |
| #09  | で? 結局はみ出てたの?             | 야나세 타케유키   | 야나세 타케유키                                                               |
| #10  | 正論だけど黙ろうね                | 야나세 타케유키   | 이치카와 케이조                                                               |
| #11  | いわゆるガサ入れですわ            | 오오츠카 타카히로 | 토쿠다 히로타카                                                               |
| #12  | ひめにぃ、生徒会やめるってよ      | 야나세 타케유키   | 토쿠다 히로타카                                                               |
| #13  | ごめんね、ひめくん                | 야나세 타케유키   | 모리시타 쇼고                                                                 |